# Атуей
Атуей (бл. 1479 — 2 лютого 1512) — касік таїно на о. Куба. Перший національний герой Куби.

## Життєпис
Народився на о. Гаїті. Можливо був там одним з молодших касіків. У 1511 році Атуея з 400 вояками втік з острова і попередили жителів острова Каобани про прибуття іспанців. Він переконав місцевих таїно кинути усе золото, що було у них було, в річку, оскільки йому здавалося, що іспанці поклонялися золоту наче богу. Атуей об'єднав навколо себе деякі племена сходу острова і почав влаштовувати партизанські напади проти іспанців, що висадилися на Каобані, заснувавши форт Баракоа.
Запеклаборотьбатривала до 1512 року, коли конкистадор Дієго Веласкес де Куельяр завдавпоразки загонам таїно, а Атуея захопив у полон. Як поганина того засудили до спалення у селиці Яра. Перед смертю відмовився прийняти хрещеннячерез те, що до раю попадають також іспанці.

## Пам'ять
У місті Баракоа встановлено пам'ятник Атуею.